# Francesco Crispi
Francesco Crispi (Ribera, Sicilië, 4 oktober 1819 – Napels, 12 augustus 1901) was een Italiaans politicus met veel invloed tijdens de negentiende eeuw. Crispi was premier van 1887 tot 1891 en opnieuw van 1893 tot 1896.

## Achtergrond
Crispi's familie komt oorspronkelijk uit het kleine dorpje Palazzo Adriano op Sicilië. Het dorpje werd in de vijftiende eeuw gesticht door de Grieks-orthodoxe Arbëreshë. De Arbëreshë waren vanuit Albanië naar Sicilië gevlucht toen de Turken naar Albanië kwamen. Francesco Crispi werd gedoopt in de Grieks-orthodoxe kerk.

## Revolutionaire activiteiten
In 1846 sloot Crispi zich aan bij de revolutionaire beweging die de eenheid van Italië nastreefde. In 1848 had hij een actief aandeel in de opstand tegen koning Ferdinand II der Beide Siciliën. Het koninklijk gezag werd verdreven en Crispi werd minister van Oorlog van de opstandige regering. De revolutionairen wisten Palermo ruim een jaar te bezetten, maar in mei 1849 werd het koninklijk gezag hersteld. Hoewel aan vele revolutionairen amnestie werd verleend, verkreeg Crispi die niet en hij vluchtte naar Piëmont. Hier werkte hij als journalist. Zijn naam werd genoemd in de republikeinse Mazzini-samenzwering en hij werd hierom in 1853 in Milaan gearresteerd. Hij werd door de regering van het koninkrijk Sardinië, waar Piëmont onder viel, verbannen. Crispi leefde nadien op Malta en in Parijs. Hij verbleef ook enige tijd in Londen, waar hij Giuseppe Mazzini ontmoette.

## Initiatiefnemer van de "Tocht van de duizend Roodhemden"
In 1859 nam hij met Giuseppe Garibaldi het initiatief van de grote tocht naar Sicilië. In april 1860 brak een opstand uit in Messina en Palermo. Garibaldi en Crispi achtten de tijd rijp om in actie te komen. Met duizend, in rode hemden gehulde vrijwilligers, trokken zij naar Sicilië. Op 11 mei 1860 landden de schepen van Garibaldi te Marsala, West-Sicilië.
Op 13 mei 1860 schreef Crispi de "Proclamatie van het koninkrijk Italië." Na de val van Palermo werd Crispi minister van Binnenlandse Zaken van de voorlopige revolutionaire regering die in naam van koning Victor Emanuel II van Sardinië regeerde. Sicilië werd kort daarna bij het nieuwe koninkrijk Italië gevoegd, waarvan Victor Emanuel II koning werd.

## Kamerlid
Na het avontuur op Sicilië werd Crispi secretaris van Garibaldi. In 1861 werd hij in het Italiaanse parlement gekozen voor Extreem Links. Hij vertegenwoordigde het district Castelvetrano. Hij zwoer zijn republikeinse ideeën af en verklaarde zich monarchist. In de periode 1861–1870 werkte hij vooral aan plannen voor de annexatie van Rome, toen nog onderdeel van de Pauselijke Staat. Rome was bezet door Franse troepen die als opdracht hadden de Pauselijke Staat te beschermen. Mochten de Italianen Rome binnenvallen, dan zou dat oorlog met Frankrijk betekenen.
In 1870, als gevolg van de Frans-Duitse Oorlog en de verliezen die de Fransen leden, besloot de Italiaanse regering over te gaan tot de bezetting van de Eeuwige Stad. Het Franse garnizoen gaf zich over en oorlog met Frankrijk bleef uit omdat keizer Napoleon III werd afgezet en de nieuwe Franse regering het te druk had met de oorlog tegen Duitsland.

## Minister
In 1876 zorgde Crispi ervoor dat Agostino Depretis, een lid van de linkse partij, premier werd. In hetzelfde jaar werd hij voorzitter van de Kamer van Afgevaardigden. Van 1877 tot 1878 was Crispi minister van Binnenlandse Zaken en sindsdien in feite de leider van de Italiaanse regering. Op 9 januari 1878 overleed koning Victor Emanuel II en Crispi zorgde ervoor dat het land een unitair koninkrijk werd. Dit betekende dat de opvolger van koning Victor Emanuel, Umberto, niet de geschiedenis in zou gaan als Umberto IV van Savoye, maar als koning Umberto I van Italië. 
Op 9 februari 1879 overleed Paus Pius IX en werd er een conclaaf gehouden om een nieuwe paus te kiezen. Het stond niet vast dat verkiezing van de paus in Rome zou worden gehouden, omdat het Vaticaan die stad als "bezet" beschouwde, omdat zij de annexatie bij het koninkrijk Italië in 1870 nooit had erkend. Door inspanningen van Crispi, Mancini en Kardinaal Pecci werd Rome toch uitgekozen om er het conclaaf te houden. Uiteindelijk werd Kardinaal Pecci tot paus gekozen. Hij nam de naam Leo XIII aan.

### Bigamieschandaal
Crispi kwam in 1879 als minister ten val toen geruchten de ronde deden dat hij bigamie had gepleegd. In 1853 was Crispi op Malta getrouwd, maar het bleek dat hij reeds eerder een huwelijk had gesloten en dat die vrouw nog steeds leefde. Een gerechtshof verklaarde dat Crispi's in 1853 gesloten huwelijk op Malta ongeldig was¹. Toen hij in 1877 opnieuw met een vrouw in het huwelijk trad, was dit volgens de Italiaanse wet zijn tweede huwelijk: Zijn eerste vrouw was inmiddels overleden en het tweede huwelijk was nooit geldig geweest. Het bleef een rare situatie en Crispi bleef gedurende negen jaar op de achtergrond.

## Minister-president
In 1887 werd Crispi minister van Binnenlandse Zaken in het kabinet-Depretis. Premier Depretis overleed op 29 juli 1887 en Crispi volgde hem op 8 augustus 1887 als premier (hij werd tevens minister van Binnenlandse Zaken). Een van de eerste dingen die hij als premier deed, was een bezoek brengen aan zijn Duitse vriend, rijkskanselier Otto von Bismarck. Crispi wilde de banden met Duitsland aanhalen. De banden met Frankrijk, tot dan toe een van Italisch voornaamste bondgenoten, waren verslechterd na het mislukken van een handelsverdrag tussen de twee landen. Zijn toenadering tot Duitsland was een begin van Crispi's anti-Franse buitenlandse politiek. Crispi verhulde zijn anti-Franse houding niet: In 1889 weigerde hij in te gaan op de Franse uitnodiging om een Italiaanse delegatie naar Parijs te sturen voor de oprichting van een Italiaans paviljoen voor de Wereldtentoonstelling van dat jaar. Vele Italianen voelden zich bedrogen door Frankrijk omdat dit land in 1881 Tunesië bezet had en er een Frans protectoraat van gemaakt had, terwijl Italië er grote economische belangen had en ook een kolonie op de kust van Noord-Afrika wenste. Crispi moemde Tunesië een Italiaanse natie die bezet was door Frankrijk.
Crispi's rechtse politiek irriteerde zijn voormalige bondgenoten, de radicalen. Maar door de steun die hij van de rechtse partijen kreeg kon Crispi gewoon als premier aanblijven. Eerst in 1891 werd zijn regering ten val gebracht door Giovanni Giolitti.
In december 1893 braken er opstanden uit van arme boeren en arbeiders op Sicilië. De opstanden werden geleid door de Fasci Siciliani. Premier Giolitti nam enkele maatregelen, maar volgens de oppositie trad hij niet hard genoeg op. Gioliti nam op 10 december ontslag en werd direct opgevolgd door Crispi die een tweede ministerie vormde. Hij liet de opstanden in Sicilië en Lunigiani meedogenloos onderdrukken. Hij liet niet alleen de leiders van de opstanden arresteren, maar ook sympathisanten van de beweging, zoals anti-monarchisten, anarchisten, sociaaldemocraten, republikeinen enz. Sommige gearresteerden werden zonder vorm van proces vastgehouden. Mensen die leuzen schreeuwden als "Viva l'anarchia" (Leve de anarchie) of anti-monarchistische leuzen verdwenen achter de tralies. In april en mei 1894 werden de leiders van de Fasci Siciliani veroordeeld tijdens een proces in Palermo. Hoewel Crispi de aanhangers van Fasci hard liet straffen, wilde hij voorkomen dat dergelijke toestanden zich later opnieuw zouden voordoen. Hij besloot daarom de situatie op het eiland te verbeteren.
In de periode hierna steunde hij het strenge financiële beleid van zijn minister van Financiën, baron Sidney Sonnino. Sonnino wist Italië echter te redden van een bankroet (1893-1894).

## De nederlaag bij Adwa
Op buitenlands vlak voerde Crispi een imperialistische en oorlogszuchtige politiek. Hij stond voor een strikte handhaving van de Triple Alliantie (het bondgenootschap tussen Italië, Oostenrijk-Hongarije en Duitsland), die hij in oorlog wilde brengen met Frankrijk. Zijn koloniale ambities waren grandioos. Hij wilde Eritrea handhaven en de hele Hoorn van Afrika onderwerpen. Als eerste stap viel het Italiaanse leger het Keizerrijk Ethiopië binnen. Dit bracht hem in vijandschap met de leider van de radicalen, Felice Cavallotti. De ruzie werd tijdelijk min of meer bijgelegd nadat er op 16 juni 1894 een mislukte aanslag op Crispi's leven was gepleegd door de anarchist Paolo Lega. In 1895 won de partij van Crispi (Sinistra) de verkiezingen en kon Crispi aanblijven als premier, maar niet voor lang. 
Gefrustreerd over het uitblijven van succes in het offensief tegen de "barbaarse" Ethiopiërs, beval hij generaal Oreste Baratieri in een telegram van 25 februari 1896 om actie te ondernemen "ongeacht de kosten". Het resultaat was de desastreuze nederlaag bij Adwa, die op één dag meer Italiaanse soldatenlevens eiste dan de hele Risorgimento. De klap kwam zeer hard aan in Italië, maar Crispi nam geen verantwoordelijkheid op en verklaarde dat hij de invasie zou verderzetten. Uiteindelijk nam hij op 10 maart toch ontslag, in de openlijke verwachting dat hij herbenoemd zou worden. Maar de commotie was te groot en koning Umberto I stelde tegen zijn zin de oppositieleider Antonio Starabba, markies van Rudiní, aan als premier.
In 1897 liet premier Di Rudiní een onderzoek instellen naar verduisteringspraktijken door Crispi. Het bleek dat Crispi inderdaad geld leende van de staatsbank, maar dit ter financiering van de geheime dienst, die volgens Crispi bij zijn aantreden niet over geld beschikte. Het geleende geld werd in termijnen (uit de staatskas) aan de staatsbank terugbetaald. De procedure die Crispi volgde werd door de onderzoekscommissie als onjuist beschouwd, maar men weigerde de conclusie te trekken dat Crispi zou moeten worden vervolgd.
Crispi, inmiddels afgetreden als parlementslid, werd in april 1898 door de kiezers van het kiesdistrict Palermo met overweldigende meerderheid in het parlement herkozen. Omdat hij aan grijze staar leed, kon hij zijn werk slechts gedeeltelijk doen. In 1900 onderging de 81-jarige een geslaagde staaroperatie en hervatte zijn activiteiten als politicus. Hij overleed echter een jaar later, op 12 augustus 1901 te Napels.

## Nalatenschap
Crispi begon zijn leven als avonturier, revolutionair en liberaal. Toen hij premier werd (1887) werd hij aanzienlijk behoudender. Tijdens zijn tweede ambtstermijn (1893-1896) was er van zijn liberalisme maar weinig over en onderdrukte hij opstanden van anarchisten en socialisten. Het enige dat deed herinneren dat hij ooit links was, was het feit dat hij nog altijd tot de linkse partij (Sinistra) behoorde.

## Voetnoten
1. ↑  Denis Mack Smith, Italy and Its Monarchy, 1989, p. 119. Gearchiveerd op 10 juli 2023.
2. ↑  Denis Mack Smith, Italy and Its Monarchy, 1989, p. 121. Gearchiveerd op 10 juli 2023.
3. ↑  Denis Mack Smith, Italy and Its Monarchy, 1989, p. 122. Gearchiveerd op 10 juli 2023.

- Bibsys: 90554143
- Bibliothèque nationale de France: cb12164249q (data)
- Catàleg d'autoritats de noms i títols de Catalunya: 981058511347106706
- CiNii: DA05728075
- Gemeinsame Normdatei: 118834363
- International Standard Name Identifier: 0000 0001 0862 7295
- Library of Congress Control Number: n84185793
- Bibliotheek van het Japanse parlement: 00795027
- Nationale Bibliotheek van Tsjechië: xx0005666
- Nationale bibliotheek van Australië: 35966996
- Nationale Bibliotheek van Israël: 987007310773305171
- Nederlandse Thesaurus van Auteursnamen: 070417245
- Istituto Centrale per il Catalogo Unico: PALV017379
- SNAC: w6tm8ckp
- Système universitaire de documentation: 030171385
- Trove: 1166592
- Virtual International Authority File: 2511644
- WorldCat: E39PBJppCPPbwrTh4Fb4BxrjG3